# Pat Sims
Patrick Sims (Fort Lauderdale, 29 novembre 1985) è un ex giocatore di football americano statunitense che ha militato nel ruolo di defensive tackle nella National Football League (NFL). Fu scelto nel corso del terzo giro (77º assoluto) del Draft NFL 2008 dai Cincinnati Bengals. Al college giocò a football all'Università di Auburn.

## Carriera

### Cincinnati Bengals
Sims fu scelto nel corso del terzo giro del Draft 2008 dai Cincinnati Bengals. Il 28 luglio firmò un contratto di 4 anni per un valore di 2.437.000 dollari. Debuttò nella NFL il 12 ottobre 2008 contro i New York Jets, terminò la sua prima stagione giocando 11 partite di cui 6 da titolare. Nelle altre stagioni giocò 41 partite di cui 17 da titolare. Il 24 marzo 2012 firmò un altro anno per 1.440.000 dollari, terminò la stagione giocando 8 partite ma nessuna da titolare.

### Oakland Raiders
Il 13 marzo 2013, dopo esser diventato free agent, firmò un contratto di un anno del valore di 1,5 milioni di dollari, di cui 500.000 di bonus alla firma, con gli Oakland Raiders. Il 27 luglio, all'inizio del ritiro estivo, venne inserito nella lista attiva di chi sta recuperando lo stato di forma. Il 7 agosto tornò in squadra.
Il 28 marzo 2014, Sims firmò un rinnovo contrattuale di un anno con i Raiders.